# Ili (folyó)
Az Ili (ujgurul ئىلى دەرياسى, ULY: Ili deryasi, UYY: Ili dəryasi ?, Или Дәряси; kazahul Ile, ئله; oroszul Или; kínaiul 伊犁河; pinjin átírással Yīlí Hé; dunganul Йили хә, Xiao "erjing: اِلِ حْ; mongolul Ил; jelentése fényes) folyó Közép-Ázsiában, Kínában és Kazahsztánban. 
Az Ili folyó 1439 km hosszú, amelyből 815 km Kazahsztánban van. A kínai Hszincsiang-Ujgur Autonóm Terület Ili Kazah Autonóm prefektúrájában, a kelet-tien-sani Tekes és Kunges (vagy Künes) folyók összefolyásából keletkezik. Ezután a Tien-san és a Borohoro-hegységek között folyik. Kazahsztánba átérve az Almati területen folyik. Végül nagy deltát képezve Balkas-tóba torkollik. Ezt a vidéket tavak, mocsarak és a növényzet hatalmas vizes területei alkotják.

## Etimológia
Az Ili első említései Mahmúd Kasgárí török nyelvek szótárára, a Dīwānu l-Luġat al-Turk-ra (1072–74-ben írva) vezethetők vissza. A könyvben a folyót a szerző a következőképpen írja le: „Ili, egy folyó neve. Yaghma, Tokhsi és Chiglig török törzsei élnek a partjai mentén. A török országok a Jayhoun (Amu-darja)-nak tekintik a folyót.” A név eredetileg az ujgur szóból származik, ami azt jelenti, hogy a horog, mely a folyó földrajzi alakjához hasonlít.

## Kínai régió
A felső Ili-völgyet északon a Dzsungár-medence (a Borohoro-hegység) és a déli Tarim-medence (a Tien-san) választja el. Ez a régió a hszincsiangi Csing-kormányzat erődítménye volt a 18. és 19. század végén. 
Jelenleg a régió Hszincsiang Ili Kazah Autonóm prefektúrájának része. A régió fővárosa, Yining (Kulja), a folyó északi oldalán található (kb. 100 kilométerre a nemzetközi határtól). Az 1900-as évek elejéig a várost ugyanolyan néven ismerték, mint a folyót, 伊犁 (pinjin: Yīlí; Wade-Giles: Ili). Qapqal Xibe Autonóm Megye a déli oldalon található, ahol számos kínai szibe ember él (akik a 18. században letelepedtek a mandzsu helyőrség részeként).
Az Ili mellékfolyóján legalább két gát is van: a Kash folyó (喀什 河) Nilka megyében, 43 ° 51′40 ″ N 82 ° 50′52 ″ E és 43 ° 51′14 ″ N 82 ° 48′08 "E. Legalább két gát épült az Ili bal oldali mellékfolyójára, a Tekes folyóra és a Qiapuqihai Vízerőműre (恰 甫 其 海 水电站) Tokkuztara megyében (43 ° 18′14 ″ N 82 ° 29′05 ″ E). Van még egy kisebb gát 43 ° 23'41 ″ N 82 ° 29′20 ″ E, a Tokkuztara és a Künes megye határán.

## Kazah régió
Kazahsztánban az Ilinek és mellékfolyóinak régiója Zsetiszu (Hét folyó), Oroszul Szemirecsje néven ismert.
A Kapsagáji Vízerőmű 1965 és 1970 között épült Kapsagáj közelében az Ili folyó közepén. Ez jelenleg magában foglalja a Kapsagáji-víztározót, amely Almatitól északra fekvő mesterséges tó és 110 km hosszú.

## Tamgaly-Tas
A Tamgaly-Tas, egy védett terület, amely kőrajzokat tartalmaz, az Ili folyó mentén 20 kilométerre (12 mérföld) található. A Tamgaly név a kazahban azt jelenti, hogy "festett" vagy "megjelölt hely" (Tas jelentése "kő").
- Tamgaly-Tas az Ili folyó völgyében: